# Escut de Castell de Castells
L'escut oficial de Castell de Castells té el següent blasonament:
| « | Escut quadrilong de punta redona truncat. Al primer quarter, en camper d'argent, una creu de Calatrava de gules, acompanyada de dues traves de sable. Al segon quarter, en camper de sable, un castell d'or, aclarit de gules i maçonat de sable, erigit en una muntanya de roques del seu color que emergeix damunt d'ones d'argent i d'atzur. Per timbre, una corona reial oberta. | » |

## Història
Resolució de 22 de juny de 2009, del vicepresident primer i conseller de Presidència, publicada al DOCV núm. 6.051, de 7 de juliol de 2009.
La primera partició de l'escut fa referència a l'orde de Calatrava, que va tenir una comanda pròpia a Castell de Castells. A sota, les armes parlants que reflecteixen la situació geogràfica del castell de Serrella, damunt un turó al peu del riu de Castells.